# Мизинова, Лидия Стахиевна
Ли́дия Ста́хиевна Мизи́нова (Лика Мизинова; в замужестве — Санина; 8 [20] мая 1870, Подсосенье, Тверская губерния — 5 февраля 1939, Париж) — русская певица, актриса, переводчица, мемуарист, литературный и театральный критик, близкий друг А. П. Чехова, прототип Нины Заречной в пьесе «Чайка».

## Биография
Лидия Стахиевна Мизинова родилась 8 (20) мая 1870 года в имении Подсосенье Старицкого уезда Тверской губернии. Имение принадлежало её деду — дворянину, помещику, подполковнику в отставке Александру Тихоновичу Юргеневу и его жене Анне Сергеевне Сомовой. В молодости, во времена службы в Сибирском уланском полку, расквартированном в Бежецке, Александр Тихонович входил в круг знакомых Александра Пушкина, неоднократно посещавшего Тверскую губернию.
Старшая дочь Юргеневых, Серафима, выйдя замуж за Николая Павловича Панафидина, стала владелицей усадьбы Курово-Покровское того же уезда.
Младшая дочь, Лидия Александровна Юргенева (1844 — после 1903), была прекрасной пианисткой, давала концерты. Она выбрала в супруги скромного домашнего учителя Стахия Давыдовича Мизинова, происходившего, по некоторым данным, из казацкого рода Мизиновых города Уральска. Когда дочери Лиде исполнилось три года, Стахий Мизинов покидает семью, оставив жену и ребёнка без средств к существованию.
Детство Лиды проходило в имении Курово-Покровское под присмотром двоюродной бабушки Софьи Михайловны Иогансон (1816—1897).
Окончив в конце 1880-х Московские высшие женские курсы профессора В. И. Герье, Лидия Мизинова становится преподавательницей русского языка в женской гимназии Л. Ф. Ржевской. Здесь она знакомится со своей коллегой Марией Павловной Чеховой, ставшей её близкой подругой на долгие годы. Осенью 1889 года Лидия была приглашена в дом Чеховых, где была представлена молодому, но уже известному писателю Антону Чехову. В окружении Чеховых новую знакомую стали называть Ликой.
Лика пробовала себя во многих занятиях. Помимо преподавания в гимназии, давала частные уроки французского языка, служила в Московской городской думе, занималась переводами с немецкого, пробовала стать модисткой — и не нашла себя ни в одном из них.
Современники выделяли два достоинства Лики — её красоту и её музыкальную одарённость. Чаще всего она пела свой любимый романс «День ли царит».

Лика была девушка необыкновенной красоты. Настоящая «Царевна-Лебедь» из русских сказок. Её пепельные вьющиеся волосы, чудесные серые глаза под «соболиными» бровями, необычайная женственность и мягкость и неуловимое очарование в соединении с полным отсутствием ломанья и почти суровой простотой — делали её обаятельной, но она как будто не понимала, как она красива, стыдилась и обижалась, если при ней об этом кто-нибудь из компании Кувшинниковой с бесцеремонностью художников заводил речь. Однако она не могла помешать тому, что на неё оборачивались на улице и засматривались в театре.
— Щепкина-Куперник Т. Л. О Чехове / А. П. Чехов в воспоминаниях современников. — М.: Художественная литература, 1986.
В 1894 году модный писатель и опытный ловелас Игнатий Потапенко познакомился с Ликой, безнадёжно влюблённой в Чехова. Это знакомство, не без поощрения Чехова, переросло в связь, и вскоре Лика уехала в Париж с женатым Потапенко. Там у них родилась дочь, умершая в детстве; Потапенко же вернулся к жене, угрожавшей самоубийством. Узнав о ребёнке, Чехов назвал Потапенко в частном письме «свиньёй», а затем вывел его и Лику в «Чайке» в образах Тригорина и Нины Заречной.
В 1901—1902 году, окончив курсы вокала, играла в Московском Драматическом театре под псевдонимом «Лика».
В 1902 году оставила сцену и вышла замуж за актера и режиссёра Московского Художественного театра (МХТ) Александра Акимовича Санина, ставшего впоследствии известным оперным режиссёром.
В 1922 году уехала с мужем за границу. Детей у них не было. Умерла 5 февраля 1939 года от туберкулёза. Похоронена близ Парижа на кладбище Сент-Женевьев-де-Буа вместе с Екатериной Акимовной Саниной (1872—1956).